# Kuchařovice
Kuchařovice (in tedesco Kukrowitz) è un comune della Repubblica Ceca facente parte del distretto di Znojmo, in Moravia Meridionale.